# دهستان بازرجان
دهستان بازرجان از دهستان‌های شهرستان تفرش در استان مرکزی ایران است.
مرکز این دهستان روستای بازرجان است.